# Баррі Мейстер
Баррі Мейстер (англ. Barry Maister, 6 червня 1948) — новозеландський хокеїст на траві.
Олімпійський чемпіон 1976 року, учасник 1968, 1972 років.